# Lancia Thema
Lancia Thema (укр. Лянча Тема) — автомобіль E-класу італійської компанії Lancia.

## Перше покоління (Y9)
Перше покоління Lancia Thema випускалося італійської компанією Lancia з 1984 року по 1994 рік. Thema була вперше представлена на Туринському Мотор Шоу в 1984. Автомобіль був побудований на одній платформі з Fiat Croma, Saab 9000 і Alfa Romeo 164. Всього було випущено 336 476 седанів і 21 096 універсалів. Вартість нової Lancia Thema в 1994 році починався від 38 837 DM за автомобіль потужністю 115 к.с. і від 44 385 DM за модель потужністю 152 к.с.
Всього виготовлено 357 572 автомобілів.

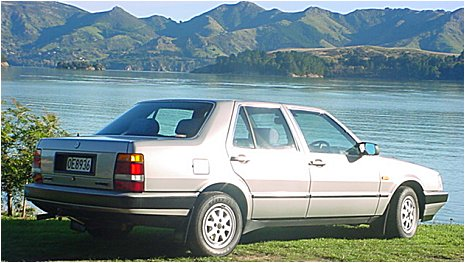
Lancia Thema (1984-1988)
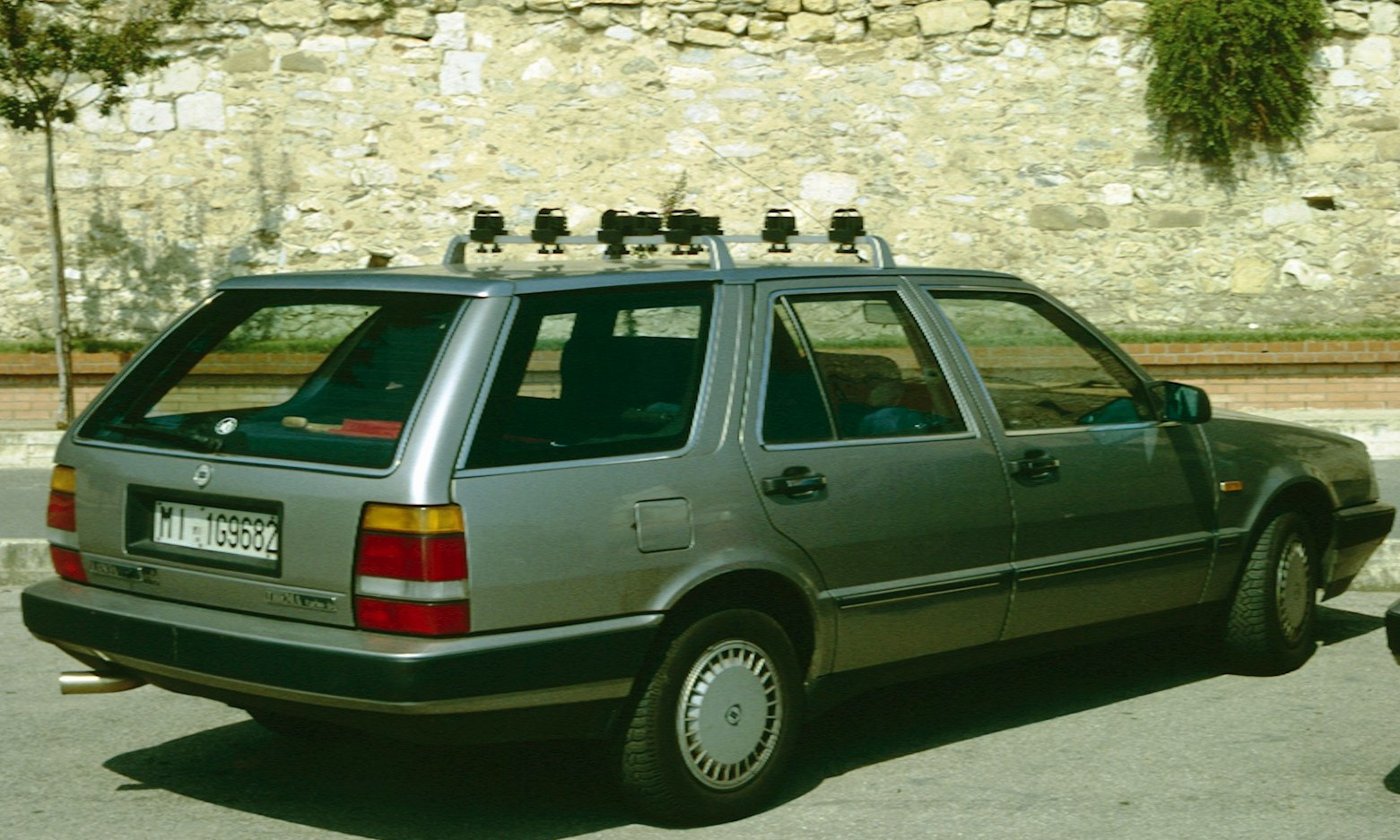
Lancia Thema Station Wagon (1986-1988)
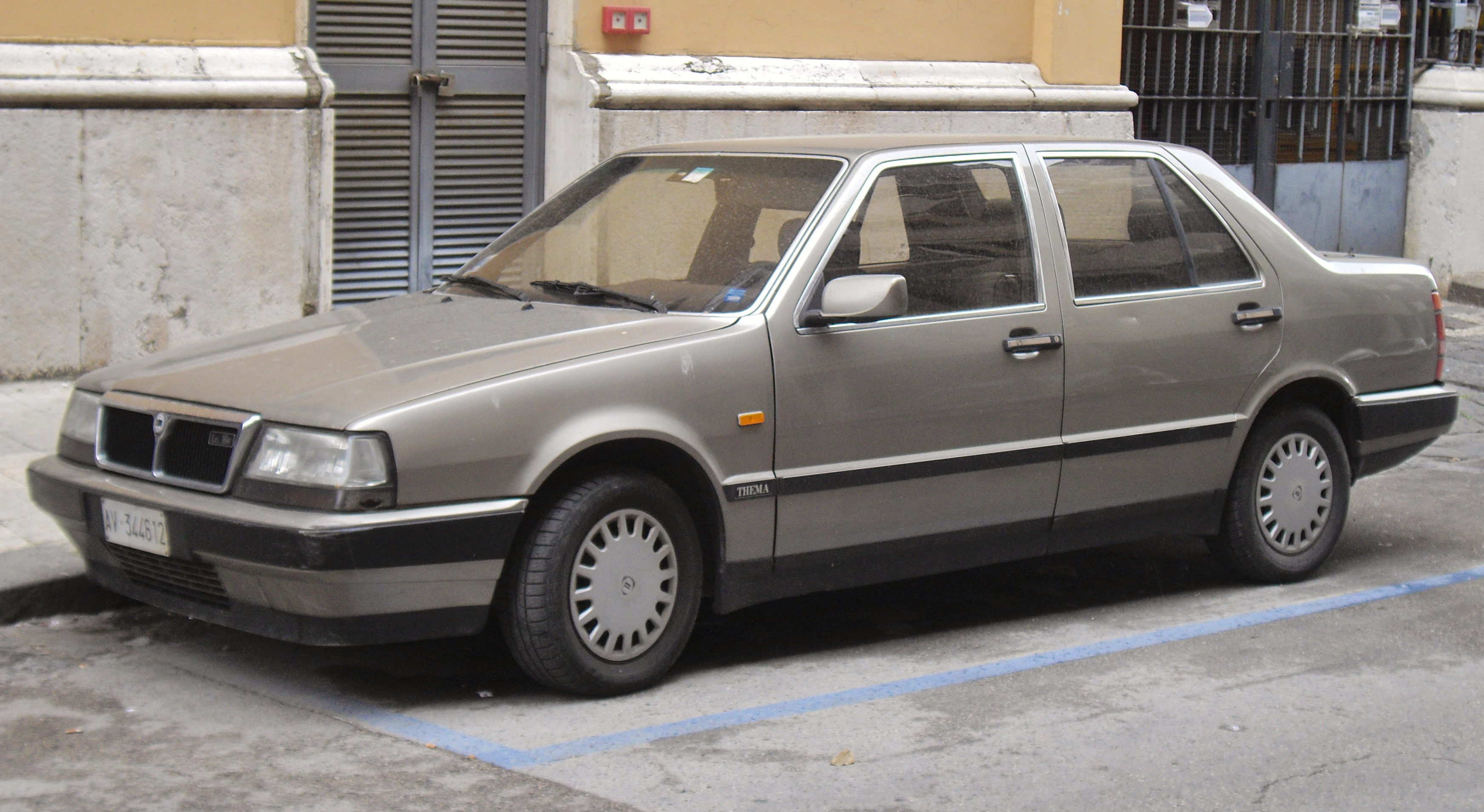
Lancia Thema i.e. 16V (1988-1992)
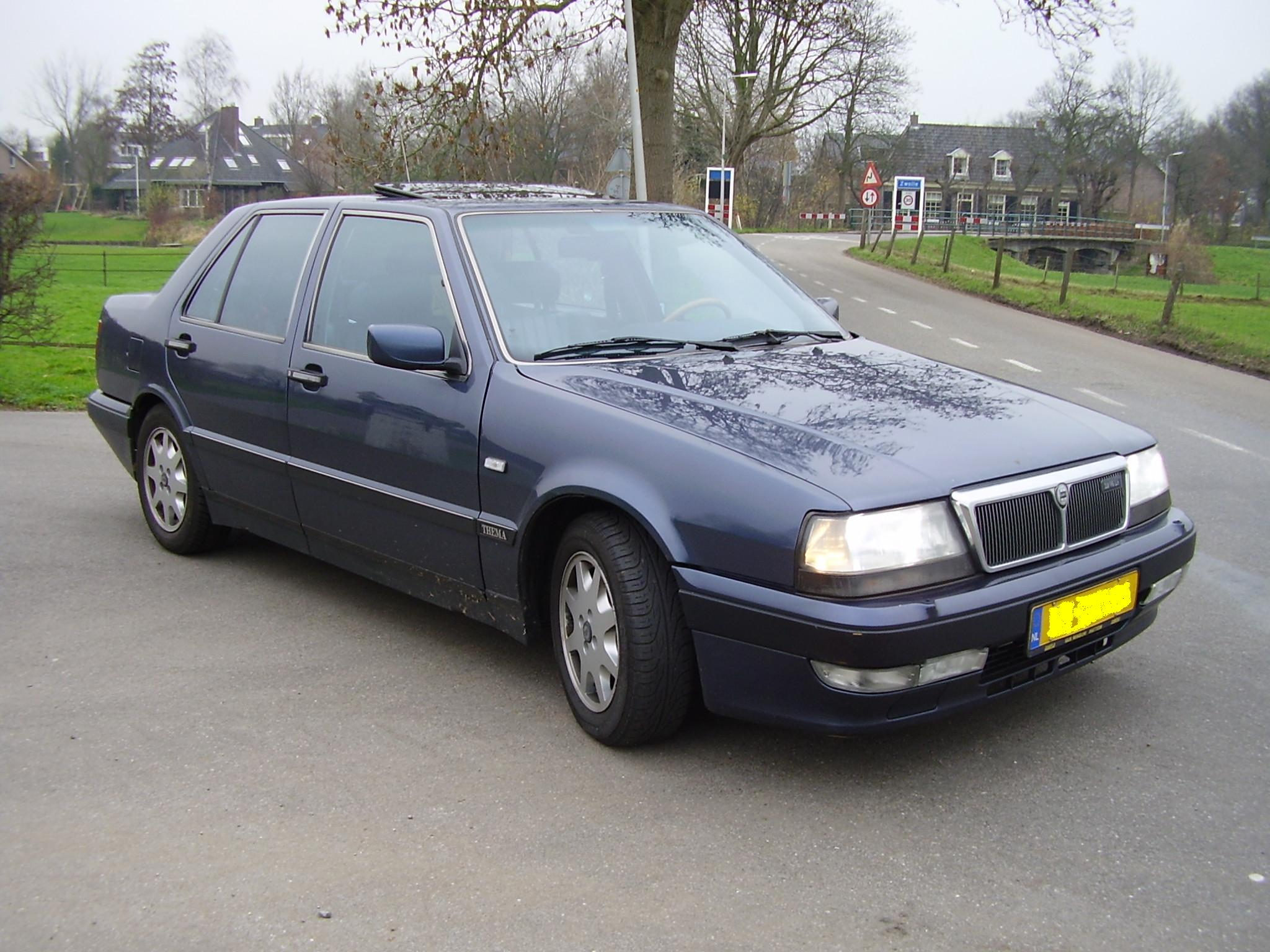
Lancia Thema 3.0 V6 (1992-1994)
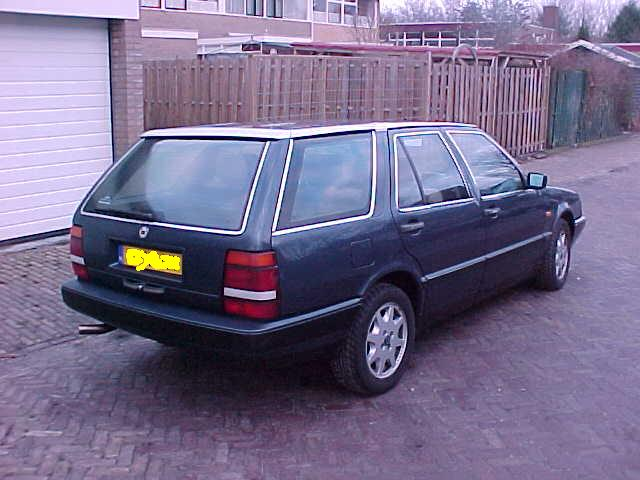
Lancia Thema SW
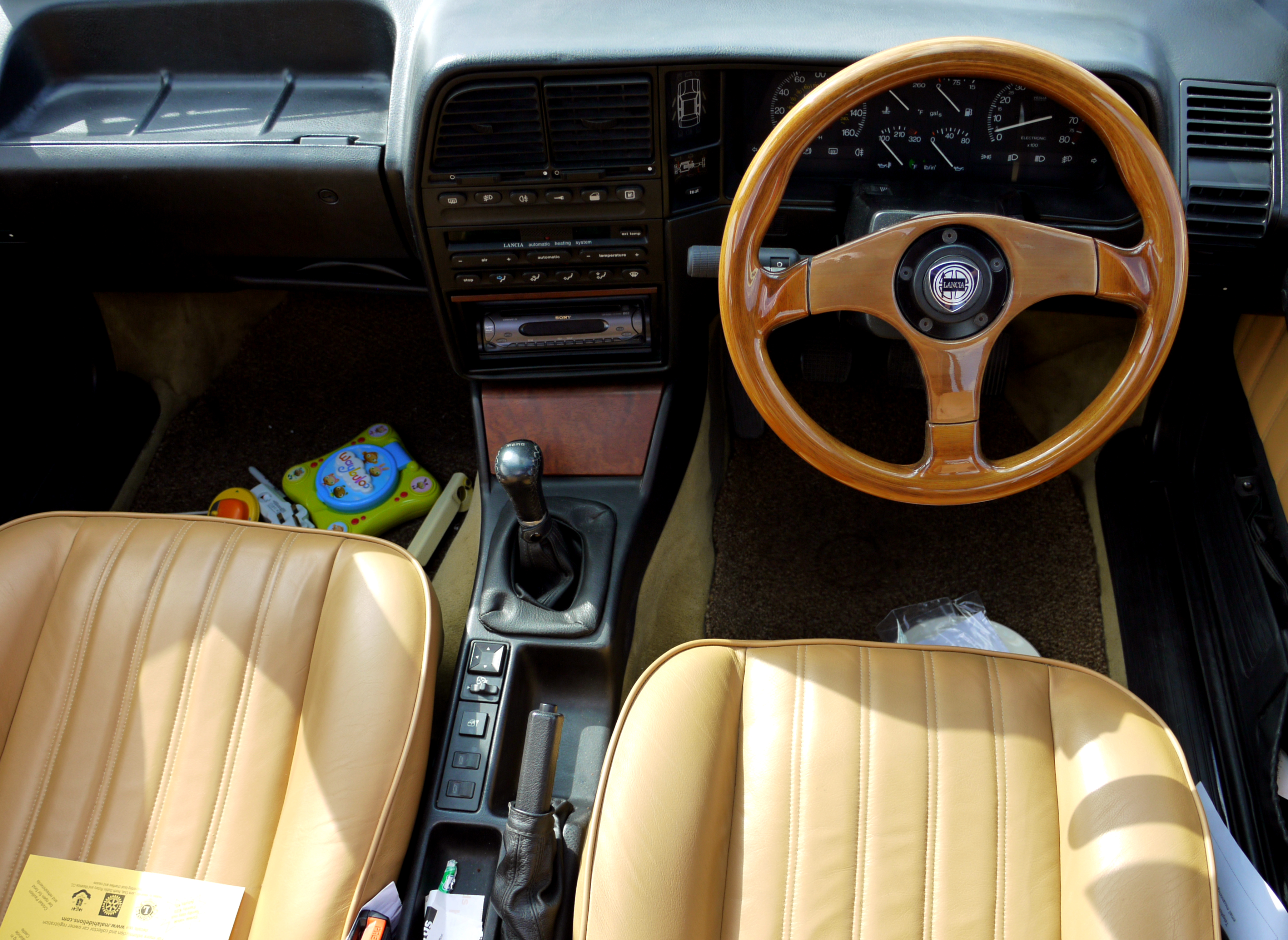

### Двигуни
| Модель              | Об'єм     | Потужність                   | Крутний момент       | V макс    | 0–100 км/год | Роки випуску |
| Бензинові           | Бензинові | Бензинові                    | Бензинові            | Бензинові | Бензинові    | Бензинові    |
| ------------------- | --------- | ---------------------------- | -------------------- | --------- | ------------ | ------------ |
| 2000 i.e. 8V        | 1995 см³  | (113 PS) 83 kW bei 5600/min  | 162 Nm bei 4000/min  | 191 km/h  | 10,4 s       | 1987–1989    |
| 2000 i.e. 8V        | 1995 см³  | (116 PS) 85 kW bei 5600/min  | 162 Nm bei 4000/min  | 195 km/h  | 11,4 s       | 1989–1994    |
| 2000 i.e. 8V        | 1995 см³  | (120 PS) 88 kW bei 5250/min  | 170 Nm bei 3300/min  | 195 km/h  | 9,7 s        | 1984–1989    |
| 2000 i.e. 16V       | 1995 см³  | (146 PS) 107 kW bei 6000/min | 173 Nm bei 4000/min  | 202 km/h  | 10,4 s       | 1989–1992    |
| 2000 i.e. 16V       | 1995 см³  | (155 PS) 114 kW bei 6500/min | 181 Nm bei 3500/min  | 205 km/h  | 10,1 s       | 1992–1994    |
| 2000 i.e. Turbo 8V  | 1995 см³  | (165 PS) 122 kW bei 5500/min | 290 Nm bei 2750/min  | 218 km/h  | 7,2 s        | 1984–1988    |
| 2000 i.e. Turbo 8V  | 1995 см³  | (150 PS) 110 kW bei 5500/min | 245 Nm bei 2700 /min | 210 km/h  | 7,9 s        | 1988–1989    |
| 2000 i.e. Turbo 16V | 1995 см³  | (180 PS) 132 kW bei 5500/min | 270 Nm bei 2500/min  | 222 km/h  | 8,0 s        | 1989–1992    |
| 2000 i.e. Turbo 16V | 1995 см³  | (205 PS) 151 kW bei 5750/min | 304 Nm bei 3750/min  | 230 km/h  | 7,2 s        | 1992–1994    |
| 2850 V6 i.e (12V)   | 2849 см³  | (150 PS) 110 kW bei 5250/min | 245 Nm bei 2700/min  | 208 km/h  | 8,2 s        | 1984–1989    |
| 2850 V6 i.e. (12V)  | 2849 см³  | (150 PS) 110 kW bei 5000/min | 225 Nm bei 3500/min  | 205 km/h  | 8,4 s        | 1989–1992    |
| 3000 V6 12V         | 2959 см³  | (175 PS) 128 kW bei 5500/min | 250 Nm bei 4500/min  | 220 km/h  | 8,1 s        | 1992–1994    |
| 3.0 V8 32V (8.32)   | 2927 см³  | (215 PS) 158 kW bei 6750/min | 285 Nm bei 4500/min  | 240 km/h  | 6,8 s        | 1986–1988    |
| 3.0 V8 32V (8.32)   | 2927 см³  | (205 PS) 151 kW bei 6750/min | 263 Nm bei 5000/min  | 235 km/h  | 7,2 s        | 1988–1992    |
| Дизельні            |           |                              |                      |           |              |              |
| 2500 Turbo D        | 2445 см³  | (101 PS) 74 kW bei 4100/min  | 217 Nm bei 2300/min  | 185 km/h  | 11,9 s       | 1985–1989    |
| 2500 Turbo DS       | 2499 см³  | (115 PS) 85 kW bei 3900/min  | 245 Nm bei 2200/min  | 195 km/h  | 11,0 s       | 1989–1992    |
| 2500 Turbo DS       | 2499 см³  | (115 PS) 85 kW bei 4100/min  | 245 Nm bei 2400/min  | 195 km/h  | 11,5 s       | 1992–1994    |

### Thema 8,32

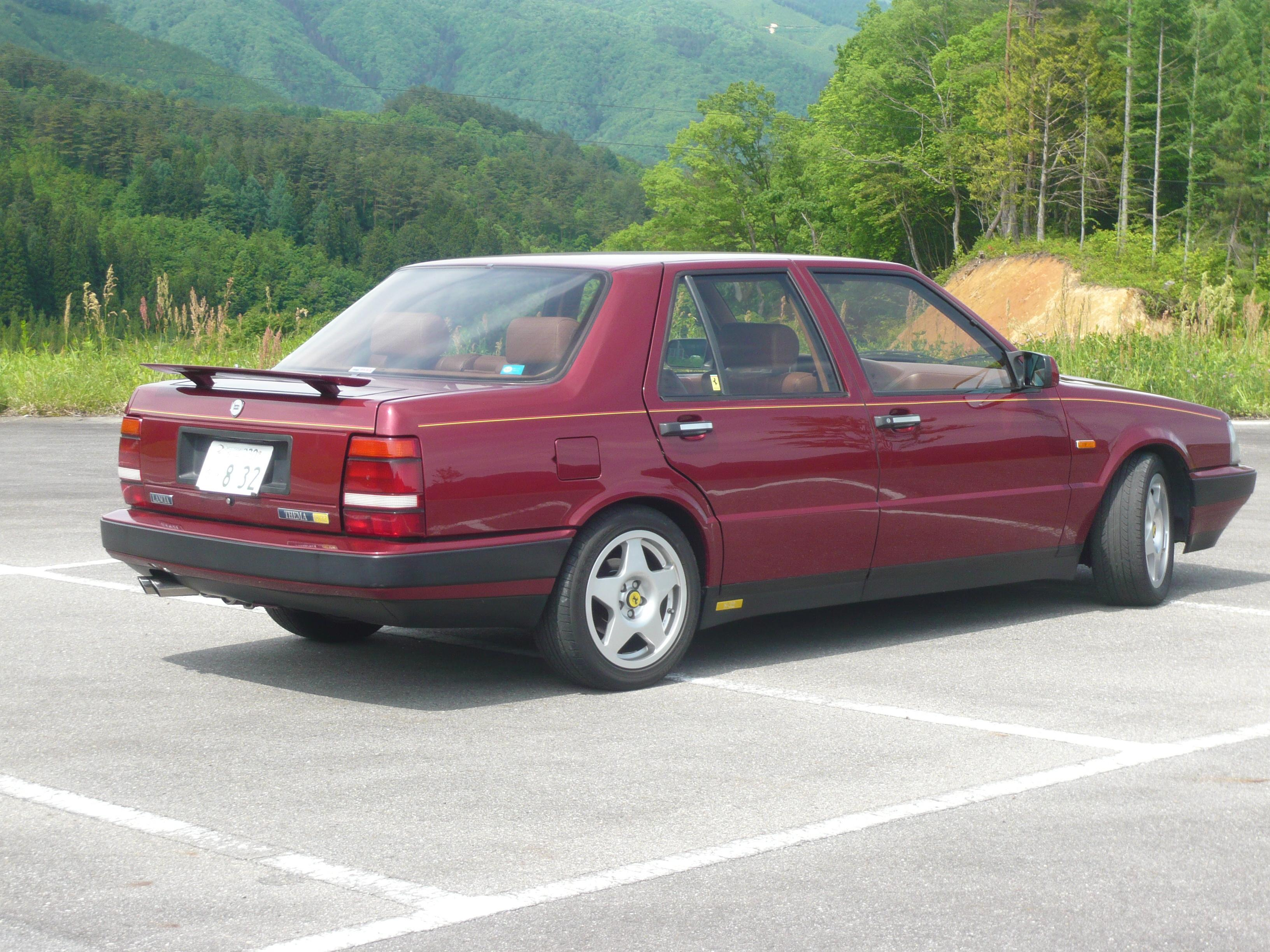
Lancia Thema 8,32

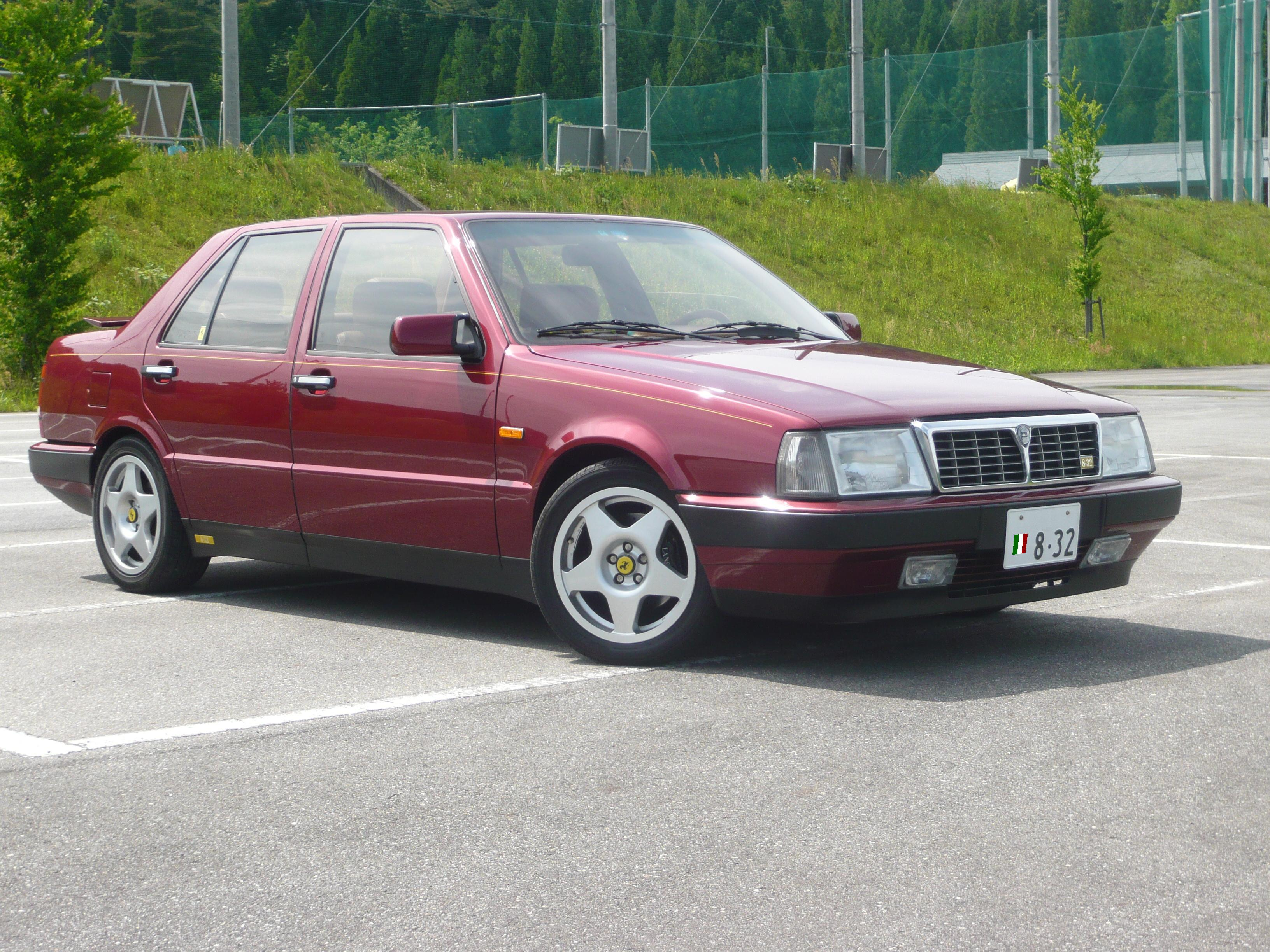
Lancia Thema 8,32

Перший показ Thema 8,32 відбувся на автосалоні Турині в 1986 році, («8» - кількість циліндрів і «32» - число клапанів), автомобіль був зібраний на заводі в Турині. На модель встановлювали двигуни Ferrari Tipo F105L V8 об'ємом 2927 см3. Цей двигун був використовувався в Ferrari 308 і Ferrari Mondial Quattrovalvole, і деякі з комплектуючих були зібрані компанією Ducati.

## Друге покоління

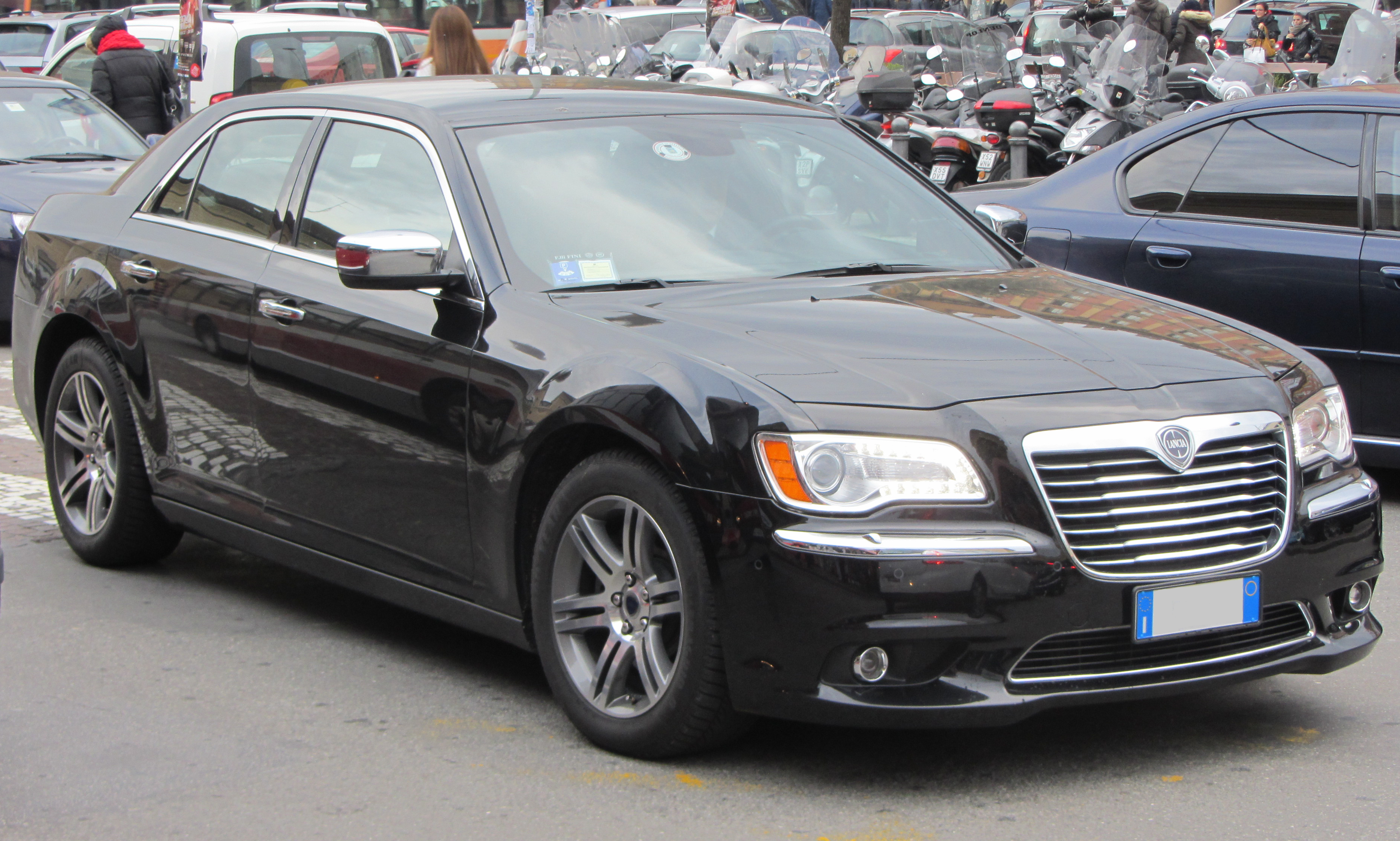
Lancia Thema

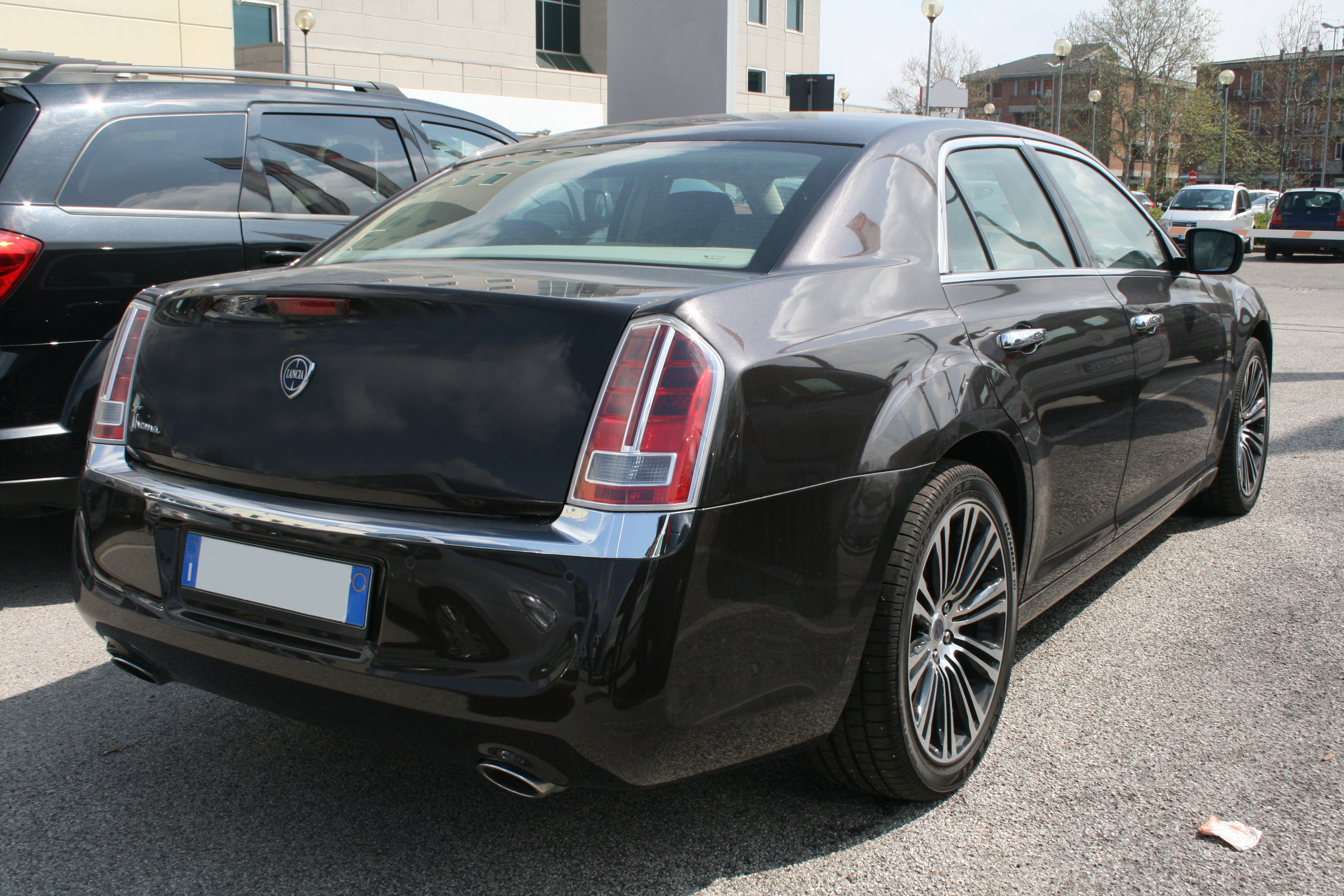
Lancia Thema

Lancia Thema другого покоління представлено березня 2011 року у вигляді чотирьох-дверного седана середнього розміру. Автомобіль розроблений американським автовиробником Chrysler і виробляються в Європі компанією Lancia. Модель майже ідентична Chrysler 300 другого покоління.

#### Двигуни
- 3.6 л Pentastar V6 286 к.с.
- 3.0 л VM A630 turbodiesel V6 190 к.с.
- 3.0 л VM A630 turbodiesel V6 239 к.с.